# Галецький Олександр Дем'янович
Галецький Олександр Дем'янович (нар. 8 березня (21 березня) 1914 — пом. 16 квітня 1945) — капітан радянської армії, учасник німецько-радянської війни, командир дивізіону 233-го гвардійського артилерійського полку 95-ї гвардійської стрілецької дивізії 5-ї гвардійської армії 1-го Українського фронту, Герой Радянського Союзу (10.04.1945).

## Біографія
Народився 8 березня (21 березня) 1914 року в сім'ї робітничого.
З 1924 по 1930 рік навчався в одеській середній школі № 59, потім — в Одеському інституті водного транспорту. Працював майстром механічного цеху одеського судноремонтного заводу з 1936 по 1941 роки.
У Червоній Армії з червня 1941 року. У діючій армії — з серпня 1941. У 1942 році закінчив прискорений курс Дніпропетровського військового артилерійського училища, евакуйованого в Томськ Член ВКП(б)/КПРС з 1941 року. На самому початку війни командиру артвзводу Олександру Галецькому не пощастило: під Дніпропетровськом він був тричі поранений. Після шпиталю він наполегливо домагався відправлення на фронт і в 1942 році пішов на передову. Незабаром знову був поранений.
Дивізіон 233-го гвардійського артилерійського полку під командуванням гвардії капітана Олександра Галецького при прориві сильно укріпленої оборони противника на Сандомирскому плацдармі на річці Вісла (Польща) 12 січня 1945 року знищив 7 дзотів, 38 кулеметних точок, багато солдатів і офіцерів противника. У бою 14 січня Галецький висунув гармату на відкриту вогневу позицію і вогнем прямого наведення сприяв форсування річки Ніда передовими підрозділами дивізії та їх просуванню.
Загинув у бою на підступах до Берлін у 16 квітня 1945 року.
Похований в Одесі на Другому християнському кладовищі.